# 제이엠아이
제이엠아이(Jeongmoon Information Co. Ltd.)는 대한민국의 기업이다. 본사는 경기도 화성시 동탄면 동탄산단 8길 15-20에 위치해 있다. 대표이사 정광훈이다.

 정문정보에서 현재의 사명으로 변경하였다.

## 같이 보기
- 한국컴퓨터
- 피제이전자
- 제이엠티

## 참고 문헌
1. ↑  제이엠아이, 지난해 영업익 44억…전년비 6% ↓, 헤럴드경제, 2024.02.27
2. ↑  제이엠아이 품은 제이엠티, 외형 성장 기대감, 더벨, 2024-03-04
3. ↑  제이엠아이, 53억원 규모 금전대여 결정, 이데일리, 2024-02-08
4. ↑  유창준, 정문정보 정광훈 회장, 프린팅코리아, 2004년 4월
5. ↑  제이엠아이 기업소개, 한국경제, 2017.01.25